# Matelea
Matelea is een geslacht uit de maagdenpalmfamilie (Apocynaceae). De soorten komen voor in de Nieuwe Wereld.

## Soorten
- Matelea abbreviata Standl. & L.O.Williams
- Matelea acevedoi Morillo
- Matelea alabamensis (Vail) Woodson
- Matelea alainii Woodson
- Matelea altamirana Morillo
- Matelea ampiyacuensis Morillo
- Matelea andina (Malme) Morillo
- Matelea angustifolia (Griseb.) Greuter & Liede
- Matelea annulata Alain
- Matelea anomala Morillo, Meve & Liede
- Matelea asplundii (Malme) Morillo
- Matelea atrocoronata (Brandegee) Woodson
- Matelea atrolingua Morillo, I.L.Morais & Farinaccio
- Matelea attenuata (Rusby) Morillo
- Matelea austrobrasiliensis Morillo
- Matelea barrosiana Fontella
- Matelea belizensis (Lundell & Standl.) Woodson
- Matelea bolivarensis Morillo
- Matelea boliviana Morillo
- Matelea brevistipitata Krings & Morillo
- Matelea callejasii Morillo
- Matelea camiloana Morillo
- Matelea campechiana (Standl.) Woodson
- Matelea capillacea (E.Fourn.) Fontella & E.A.Schwarz
- Matelea cardozoi Morillo
- Matelea carmenaemiliae Morillo
- Matelea carnevaliana Morillo
- Matelea casiquiarensis Morillo
- Matelea cayennensis Morillo
- Matelea chimboracensis Morillo
- Matelea congesta (Decne.) Woodson
- Matelea constanzana J.Jiménez Alm.
- Matelea coriacea Morillo
- Matelea cornejoi Morillo
- Matelea corrugata W.D.Stevens
- Matelea costaricensis W.D.Stevens
- Matelea crassifolia Woodson
- Matelea cremersii Morillo
- Matelea crenata (Vail) Woodson
- Matelea crispiflora (Urb.) J.Jiménez Alm.
- Matelea cuatrecasasii Morillo
- Matelea delascioi Morillo
- Matelea dictyopetala (Urb. & Ekman) Krings
- Matelea diversifolia (E.Fourn.) Morillo & Fontella
- Matelea domingensis (Alain) Krings
- Matelea dusenii Morillo
- Matelea dwyeri Morillo
- Matelea ecuadorensis (Schltr.) Morillo
- Matelea edwardsensis Correll
- Matelea elachyantha W.D.Stevens
- Matelea falcata Juárez-Jaimes, G.M.Hern.-Barón & W.D.Stevens
- Matelea ferruginea W.D.Stevens
- Matelea filipes W.D.Stevens & Monterrosa
- Matelea fontellana Morillo
- Matelea forerana Morillo
- Matelea fournieri Morillo
- Matelea funkiana Morillo
- Matelea furvescens W.D.Stevens
- Matelea geminiflora (Decne.) Fontella
- Matelea gentlei (Lundell & Standl.) Woodson
- Matelea glandulosa (Poepp. ex Decne.) Morillo
- Matelea graciliflora Krings & Morillo
- Matelea gracilis (Decne.) W.D.Stevens
- Matelea greenmanii Shinners
- Matelea greggii (Vail) Woodson
- Matelea grenandii Morillo
- Matelea grisebachiana (Schltr.) Alain
- Matelea guatemalensis (K.Schum.) Woodson
- Matelea haberi W.D.Stevens
- Matelea haitiensis (P.T.Li) Krings
- Matelea hastata Alain
- Matelea hastulata (A.Gray) Sundell
- Matelea hatschbachii (Fontella & C.Valente) Morillo
- Matelea herbacea Woodson
- Matelea hildegardiana Morillo
- Matelea honorana Morillo
- Matelea inconspicua (Brandegee) Woodson
- Matelea inops Woodson
- Matelea insolita W.D.Stevens
- Matelea ionantha Woodson
- Matelea jansen-jacobsiae Morillo
- Matelea jaramilloi Morillo
- Matelea jenmanii (Morillo) Morillo
- Matelea johnstonii Shinners
- Matelea kirkbridei Morillo
- Matelea klugii Morillo
- Matelea lanata (Zucc.) Woodson
- Matelea lanceolata (Decne.) Woodson
- Matelea lehmannii (Schltr.) Morillo
- Matelea leucodermis (Rusby) Morillo
- Matelea lhotzkyana (E.Fourn.) Fontella
- Matelea liesneri Morillo
- Matelea ligustrina (Decne.) Morillo
- Matelea lilliputiana Díaz-Mota, L.O.Alvarado & Pío-León
- Matelea marcoassisii Fontella
- Matelea matezkii Morillo
- Matelea matogrossensis Fontella
- Matelea meridensis Morillo
- Matelea meyeri Woodson
- Matelea micrantha L.O.Williams
- Matelea microphylla Morillo
- Matelea molinarum L.O.Williams
- Matelea monticola Alain
- Matelea mutisiana Morillo
- Matelea neblinae Morillo
- Matelea neei Morillo
- Matelea nicoyana J.E.Jiménez, M.Méndez & Obregón
- Matelea nielsenii Morillo
- Matelea nigrescens (Schltdl.) Woodson
- Matelea oaxacana (Standl.) W.D.Stevens
- Matelea ochracea Morillo
- Matelea oldemanii Morillo
- Matelea orthoneura Morillo
- Matelea orthosioides (E.Fourn.) Fontella
- Matelea pakaraimensis Krings
- Matelea palustris Aubl.
- Matelea panamensis Spellman & Dwyer
- Matelea parvifolia (Torr.) Woodson
- Matelea pastazana Morillo
- Matelea pedalis (E.Fourn.) Fontella & E.A.Schwarz
- Matelea pedicellata (Malme) Morillo
- Matelea pentactina Krings
- Matelea picturata (Hemsl.) Woodson
- Matelea pinguifolia (Standl.) Woodson
- Matelea porphyrocephala Morillo
- Matelea prancei Morillo
- Matelea pringlei (A.Gray) Woodson
- Matelea proctorii Krings
- Matelea prosthecidiscus Woodson
- Matelea pseudobarbata (Pittier) Woodson
- Matelea pubescens (Griseb.) Krings
- Matelea punensis Morillo
- Matelea purpureolineata Woodson
- Matelea pyrrhotricha (Decne.) Fontella
- Matelea quindecimlobata Farinaccio & W.D.Stevens
- Matelea refracta (E.Fourn.) Morillo
- Matelea reitzii Fontella
- Matelea reticulata (Engelm. ex A.Gray) Woodson
- Matelea rivularis Woodson
- Matelea rogersii Woodson
- Matelea romeroi Morillo
- Matelea sagittifolia (A.Gray) Woodson ex Shinners
- Matelea sanojana Krings & Morillo
- Matelea sastrei Morillo
- Matelea schultesii Morillo & Carnevali
- Matelea schunkei Morillo
- Matelea serpens Woodson
- Matelea sintenisii (Schltr.) Woodson
- Matelea sprucei Morillo
- Matelea squiresii (Rusby) Morillo
- Matelea stenopetala Sandwith
- Matelea stenosepala Lundell
- Matelea stergiosii Morillo
- Matelea suareziae Morillo
- Matelea suberifera (B.L.Rob.) W.D.Stevens
- Matelea subsessilifolia Morillo
- Matelea sucrensis Morillo
- Matelea sugillata W.D.Stevens
- Matelea sylvicola L.O.Williams
- Matelea tamnifolia (Griseb.) Woodson
- Matelea tenuis Woodson
- Matelea tezcatlipocantha E.B.Cortez, Lozada-Pérez & L.O.Alvarado
- Matelea tinctoria Woodson
- Matelea tlilxochitli E.B.Cortez, Lozada-Pérez & L.O.Alvarado
- Matelea torulosa Krings
- Matelea trichocorolla Morillo
- Matelea trichopedicellata Krings & Morillo
- Matelea tuerckheimii (Donn.Sm.) Woodson
- Matelea ulei Morillo
- Matelea urophylla L.O.Williams
- Matelea vailiana Woodson
- Matelea vargasii Morillo
- Matelea variifolia (Schltr.) Woodson
- Matelea vaupesana Morillo
- Matelea velutina (Schltdl.) Woodson
- Matelea velutinoides W.D.Stevens
- Matelea violacea Woodson
- Matelea virginiae Morillo
- Matelea weberbaueri Morillo
- Matelea wingfieldii Morillo
- Matelea woodsonii Shinners
- Matelea woytkowskii Morillo
- Matelea zarucchii Morillo

Aganonerion · 
Acokanthera · 
Adenium · 
Aganosma · 
Allamanda · 
Alstonia · 
Alyxia · 
Amalocalyx · 
Anodendron · 
Apocynum .
Asclepias · 
Baharuia · 
Baissea · 
Beaumontia ·
Caralluma · 
Carissa · 
Catharanthus · 
Cerbera · 
Ceropegia (lantaarnplanten) · 
Chonemorpha · 
Cleghornia · 
Cynanchum · 
Dewevrella ·
Dischidia ·
Ditassa  ·
Echites · 
Elytropus · 
Epigynum · 
Eucorymbia · 
Forsteronia · 
Hoodia · 
Hoya · 
Hylaea · 
Huernia · 
Ichnocarpus · 
Ixodonerium · 
Kopsia · 
Landolphia · 
Lhotzkyella · 
Macroditassa · 
Mandevilla · 
Manothrix · 
Margaretta · 
Marsdenia · 
Matelea · 
Melinia ·
Melodinus  · 
Merrillanthus · 
Metaplexis · 
Metastelma · 
Microdactylon · 
Microloma · 
Miraglossum · 
Mitostigma · 
Morrenia · 
Motandra · 
Nautonia · 
Neoschumannia · 
Nephradenia · 
Notechidnopsis · 
Odontadenia · 
Odontanthera · 
Oncinema · 
Oncostemma · 
Ophionella · 
Orbea · 
Orbeanthus · 
Orbeopsis · 
Orthanthera · 
Orthosia · 
Oxypetalum · 
Oxystelma · 
Pachycarpus · 
Pachycymbium · 
Pachypodium · 
Papuechites · 
Parameria · 
Parapodium · 
Parepigynum · 
Parsonsia · 
Pectinaria · 
Pentacyphus · 
Pentarrhinum · 
Pentasachme · 
Pentastelma · 
Pentatropis · 
Peplonia · 
Pergularia · 
Periglossum · 
Petopentia · 
Pherotrichis · 
Philibertia · 
Piaranthus · 
Pleurostelma · 
Plumeria · 
Pseudolithos · 
Quaqua · 
Quisumbingia · 
Raphistemma · 
Raphionacme · 
Rauvolfia · 
Rhyncharrhena · 
Rhyssolobium · 
Rhyssostelma · 
Rhytidocaulon · 
Riocreuxia · 
Rojasia · 
Sarcolobus ·
Sarcostemma · 
Schistogyne · 
Schistonema · 
Schubertia · 
Secamone · 
Secamonopsis · 
Seutera · 
Sindechites · 
Sisyranthus · 
Solenostemma · 
Sphaerocodon · 
Stapelia · 
Stapelianthus · 
Stapeliopsis · 
Stathmostelma · 
Stenomeria · 
Stenostelma · 
Stigmatorhynchus · 
Schizozygia · 
Tacazzea · 
Tectiphiala · 
Trachelospermum · 
Urceola · 
Vallariopsis · 
Vinca (maagdenpalm) · 
Vincetoxicum (engbloem)